# فرانك كويل
فرانك كويل (بالإنجليزية: Frank Coyle)‏ هو منافس ألعاب قوى أمريكي، ولد في 2 نوفمبر 1886 في شيكاغو في الولايات المتحدة، وتوفي بنفس المكان في 20 فبراير 1947.

## وصلات خارجية
- فرانك كويل على موقع أوليمبيديا (الإنجليزية)